# Saltator olive
Espèce
Statut de conservation UICN

 LC  : Préoccupation mineure
Le Saltator olive (Saltator similis) est une espèce d'oiseaux de la famille des Thraupidae.

## Description
Cet oiseau mesure environ 21 cm de longueur pour une masse de 36 à 54 g.

## Répartition
Cette espèce vit en Argentine, en Bolivie, au Brésil, au Paraguay et en Uruguay.

## Habitat
Cet oiseau peuple les forêts humides de plaine et les forêts dégradées.

## Liste des sous-espèces
Selon la classification de référence du Congrès ornithologique international (version 10.2, 2020) :
- sous-espèce Saltator similis ochraceiventris Berlepsch, 1912
- sous-espèce Saltator similis similis d'Orbigny & Lafresnaye, 1837